# Проти ночі (фільм)
Проти ночі — американський фільм жахів 2017 року, сценаристом і режисером якого став Браян Кавалларо. Вперше показаний 15 вересня 2017 року; отримав обмежений прокат у кінотеатрах від «Gravitas Ventures» у вибраних місцях — містах Лос-Анджелес і Нью-Йорк. 27 березня 2018 року фільм вийшов у відео на вимогу.

## Про фільм
Генк — кінематографіст-початківець, який умовляє своїх друзів допомогти йому зняти фільм. Його робота буде присвячена примарі, яка (по чутках) блукає в покинутій в'язниці, лякаючи цікавих туристів.
Озброївшись чисельними камерами, компанія заходить до будівлі. Оскільки найчастіше примару бачили у блоках, друзі розділяються на кілька груп. Кожна пара має дослідити свій напрямок, після чого всі разом зустрінуться в центрі. Будівля в'язниці побудована як спиці колеса, які зустрічаються в одній точці.
Саме в центрі і відбудеться зустріч молодих людей, які навіть не уявляють, який жах чекає на них попереду.

## Знімались
| Актор       | Роль           |
| ----------- | -------------- |
| Френк Вейлі | детектив Рамзі |
| та інші     |                |